# CZ 457
 (mars 2025).
La carabine CZ 457 du fabricant d'armes Česká Zbrojovka a remplacé, en 2019, la gamme CZ 455. C'est une carabine à répétition manuelle. Elle utilise des munitions .22 Long Rifle, .22 Magnum ou .17 HMR.
Les améliorations qui ont été apportées à la gamme CZ 457 ont permis d'améliorer sensiblement la sûreté d'utilisation, la précision et la durée de vie de cette arme.
La CZ 457 bénéficie du système de canons interchangeables, permettant de passer aux autres calibres à percussion annulaire.
C'est une arme très courante dans le milieu sportif.

## Évolutions par rapport au modèle précédent
- Sous garde métallique
- Ouverture de levier de culasse à 60°
- Canon et boitier de culasse avec un traitement de surface anti-corrosion
- Possibilité de tir à sec sans endommager le percuteur
- Sécurité latérale (type push and shoot)
- Indicateur d'armement
- Chargeur compatible avec les modèles : CZ 452 et CZ 455
- Détente réglable (poids de 900g à 1500g) et bossette de 0.5mm à 5mm

## Variantes
Il existe plusieurs variantes de ce modèle.

### CZ457 Synthétique (16")
- Crosse : Polymère
- Poids : 2400 g
- Canon : 412,5 mm
- Longueur totale :  865 mm
- Surface de la crosse : Soft-touch
- Joue : Non
- Munitions : Disponible uniquement en munition .22 Long Rifle

### CZ457 Synthétique (20")
Identique au modèle CZ457 MTR (16"), sauf :
- Canon : 525 mm
- Longueur totale : 977 mm
- Munitions : Disponible en .22 Long Rifle, .22 Magnum ou .17 HMR

### CZ457 Training Rifle
- Crosse : En bois de hêtre
- Poids : 2900 g
- Canon : 630 mm
- Longueur totale : 1085 mm
- Surface de la crosse : Laque
- Joue : Non
- Munitions : Disponible uniquement en munition .22 Long Rifle

### CZ457 Varmint
- Crosse : En bois de noyer
- Poids : 3200 g
- Canon : 525 mm
- Longueur totale : 981 mm
- Surface de la crosse : Laque
- Joue : Non
- Munitions : Disponible en .22 Long Rifle, .22 Magnum ou .17 HMR

### CZ457 American (648)
- Crosse : En bois de noyer
- Poids : 2800 g
- Canon : 630 mm
- Longueur totale : 1086 mm
- Surface de la crosse : Laque
- Joue : Non
- Particularité : Il n'est pas équipé d'éléments de visée mécaniques
- Joue : Oui
- Munitions : Disponible en .22 Long Rifle, .22 Magnum ou .17 HMR

### CZ457 Luxe
- Crosse : En bois de noyer
- Poids : 2900 g
- Canon : 630 mm
- Longueur totale : 1086 mm
- Surface de la crosse : Laque
- Joue : Oui
- Munitions : Disponible en .22 Long Rifle, .22 Magnum ou .17 HMR

### CZ457 MTR (16")
- Crosse : En bois de noyer
- Poids : 3900 g
- Canon : 412,5 mm
- Longueur totale : 854 mm
- Surface de la crosse : Huile
- Joue : Non
- Particularité : Disponible uniquement en munition .22 Long Rifle

### CZ457 MTR (20")
Identique au modèle CZ457 MTR (16"), sauf :
- Canon : 525 mm
- Longueur totale : 967 mm

### CZ457 Jaguar
- Crosse : En bois de noyer
- Poids : 2900 g
- Canon : 630 mm
- Longueur totale : 1084 mm
- Surface de la crosse : Huile
- Joue : Ouin
- Munitions : Disponible en .22 Long Rifle, .22 Magnum ou .17 HMR

### CZ457 Premium
- Crosse : En bois de noyer
- Poids : 2900 g
- Canon : 630 mm
- Longueur totale : 1084 mm
- Surface de la crosse : Huile
- Joue : Ouin
- Munitions : Disponible en .22 Long Rifle, .22 Magnum ou .17 HMR